# Rhinelephas arrhina
Rhinelephas arrhina är en fjärilsart som beskrevs av Lambertus Johannes Toxopeus 1928. Rhinelephas arrhina ingår i släktet Rhinelephas och familjen juvelvingar. Inga underarter finns listade.